# 紀元前552年
紀元前552年（きげんぜん552ねん）は、西暦（ローマ暦）による年。紀元前1世紀の共和政ローマ末期以降の古代ローマにおいては、ローマ建国紀元202年として知られていた。紀年法として西暦（キリスト紀元）がヨーロッパで広く普及した中世時代初期以降、この年は紀元前552年と表記されるのが一般的となった。

## 他の紀年法
- 干支 : 己酉
- 日本
  - 皇紀109年
  - 綏靖天皇30年
- 中国
  - 周 - 霊王20年
  - 魯 - 襄公21年
  - 斉 - 荘公2年
  - 晋 - 平公6年
  - 秦 - 景公25年
  - 楚 - 康王8年
  - 宋 - 平公24年
  - 衛 - 殤公7年
  - 陳 - 哀公17年
  - 蔡 - 景侯40年
  - 曹 - 武公3年
  - 鄭 - 簡公14年
  - 燕 - 文公3年
  - 呉 - 諸樊9年
- 朝鮮
  - 檀紀1782年
- ユダヤ暦 : 3209年 - 3210年

## できごと

### 中国
- 魯の襄公が晋に赴いた。
- 邾の庶其が漆・閭丘の2邑とともに魯に帰順した。
- 斉の荘公が慶佐を大夫とし、再び公子牙の党与を討って、公子牙を句瀆の丘で捕らえた。公子鉏が魯に亡命し、叔孫還が燕に亡命した。
- 楚の令尹の子庚（公子午）が死去し、蔿子馮が令尹となった。
- 晋の欒盈が楚に亡命した。
- 晋の平公・斉の荘公・魯の襄公・宋の平公・衛の殤公・鄭の簡公・曹の武公らが商任で会合した。
- 晋の智起・中行喜・州綽・邢蒯が斉に亡命した。

## 死去
- 子庚 - 楚の王子